# Chenoderus venustus
Chenoderus venustus är en skalbaggsart som beskrevs av Leon Fairmaire och Germain 1861. Chenoderus venustus ingår i släktet Chenoderus och familjen långhorningar. Inga underarter finns listade i Catalogue of Life.